# فيكتور هيرمانز
فيكتور هيرمانز (بالهولندية: Vic Hermans)‏ هو مدرب كرة قدم صالات ‏ ولاعب كرة قدم هولندي، ولد في 17 مارس 1953 في ماستريخت في هولندا. شارك مع منتخب هولندا الوطني لكرة قدم الصالات. أما مع النوادي، فقد لعب مع نادي تونغيرين ‏.

## وصلات خارجية
- فيكتور هيرمانز على موقع الاتحاد الدولي (مؤرشف)  (الإنجليزية)